# Nature Physics
Nature Physics és una revista científica mensual revisada per parells publicada per Nature Portfolio. Es va publicar per primera vegada l'octubre de 2005 (volum 1, número 1). L'editor en cap és David Abergel.

## Àmbit
Nature Physics publica recerca tant pura com aplicada de totes les àrees de la física. Les àrees temàtiques que tracta la revista inclouen la mecànica quàntica, la física de la matèria condensada, l'òptica, la termodinàmica, la física de partícules i la biofísica.

## Abstracció i indexació
La revista està indexada a les següents bases de dades:
- Servei d'Abstractes Químics – CASSI
- Índex de citació científica
- S'ha ampliat l'índex de citació científica
- Continguts actuals – Ciències físiques, químiques i de la Terra

Segons el Journal Citation Reports, la revista té un factor d'impacte de 19.684 el 2021, la qual cosa la situa en el quart lloc de 86 revistes a la categoria "Física, multidisciplinària".